# Пор-Жером-сюр-Сен
Пор-Жером-сюр-Сен (фр. Port-Jérôme-sur-Seine) — муніципалітет у Франції, у регіоні Нормандія, департамент Приморська Сена. Пор-Жером-сюр-Сен утворено 1 січня 2016 року шляхом злиття муніципалітетів Обервіль-ла-Кампань, Нотр-Дам-де-Граваншон, Туффревіль-ла-Кабль i Трикервіль. Адміністративним центром муніципалітету є Нотр-Дам-де-Граваншон. Населення — 10 387 осіб (01.01.2021).